# Giant (canção de Calvin Harris e Rag'n'Bone Man)
"Giant" é uma canção do DJ escocês Calvin Harris e do cantor britânico Rag'n'Bone Man. Foi lançado em 11 de janeiro de 2019 através da Columbia Records.

## Antecedentes
Calvin anunciou a canção em 7 de janeiro de 2019 através de suas redes sociais, junto com uma prévia. É o primeiro single de Rag'n'Bone Man como artista principal desde "Broken People", de 2017, da trilha sonora do filme Bright.

## Composição
"Giant" é uma canção derivada do dance e house, com duração de três minutos e quarenta e nove segundos.

## Recepção crítica
A canção foi chamado de "canção emotiva" pelo Lincoln Jornal-Star, com o trecho cantado por Rag'n'Bone Man: ("Eu entendi a solidão / Antes mesmo de conhecê-la / Vi as pílulas na sua mesa / Para o seu amor não correspondido / Eu não seria nada")

## Performances ao vivo
Calvin Harris e Rag'n'Bone Man se apresentaram no The Graham Norton Show e no Brit Awards de 2019.

## Histórico de lançamento
| Região | Data                  | Formato(s)                  | Gravadora        |
| ------ | --------------------- | --------------------------- | ---------------- |
| Mundo  | 11 de janeiro de 2019 | Download digital, streaming | Columbia Records |